# Molengue jezik
Molengue jezik (ISO 639-3: bxc; balengue, molendji), nigersko-kongoanski jezik iz Ekvatorske Gvineje, kojim govori oko 1 000 ljudi (2002 SIL) iz plemena Lengue ili Balengue.
Jezik se govori južno od grada Bata između Punta Ngube i rijeke Rio Benito.

## Vanjske poveznice
- Ethnologue (14th)
- Ethnologue (15th)